# Timothey N’Guessan
Timothey N’Guessan (Massy, 1992. szeptember 18. –) olimpiai, világ- és Európa-bajnok francia válogatott kézilabdázó, balátlövő.

## Pályafutása
N’Guessan 2011-ben kötött szerződést a francia első osztályban szereplő Chambéry HB-val. Klubjában jó teljesítményt tudott nyújtani, felhívta magára Claude Onesta szövetségi kapitány figyelmét is, aki beválogatta 2013-as világbajnokságon induló csapatba. Összesen 115 bajnoki mérkőzésen lépett pályára és 418 gólt szerzett, emellett játszhatott a Bajnokok Ligájában és az EHF-kupában is.
2016-ban igazolt európai top csapatba, az FC Barcelona játékosa lett. Ugyanebben az évben részt vett a rioi olimpián, ahol ezüstérmes lett. A 2017-es világbajnoki címet szerzett. Részt vett a 2021-re halasztott tokiói olimpián, ahol csapatát a csoportkörben tudta segíteni, mivel az utolsó csoportmérkőzésen Norvégia ellen megsérült, de csapata így is aranyérmes lett. Az Európa-bajnokságot 2024-ben nyerte meg.
Az FC Barcelonával a spanyol bajnoki címei mellett 2021-ben, 2022-ben és 2024-ben is BL-győztes lett.

## Sikerei, díjai
- Olimpiai bajnok: 2020
  - 2. helyezett: 2016
- Világbajnokság győztese: 2017
  - 3. helyezett: 2019
- Európa-bajnokság győztese: 2024
  - 3. helyezett: 2018
- Bajnokok Ligája győztes: 2021, 2022, 2024
- Spanyol bajnokság győztese: 2017, 2018, 2019, 2020, 2021, 2022, 2023